# Sisyrinchium rosengurttii
Sisyrinchium rosengurttii är en irisväxtart som beskrevs av Ivan Murray Johnston. Sisyrinchium rosengurttii ingår i släktet gräsliljor, och familjen irisväxter.
Artens utbredningsområde är Uruguay. Inga underarter finns listade i Catalogue of Life.